# Prąd przemienny

Definicja prądu przemiennego

Rodzaje zmienności prądu

Prąd przemienny (ang. alternating current, AC) – charakterystyczny przypadek prądu elektrycznego okresowo zmiennego, w którym wartości chwilowe podlegają zmianom w powtarzalny, okresowy sposób, z określoną częstotliwością. Wartości chwilowe natężenia prądu przemiennego przyjmują naprzemiennie wartości dodatnie i ujemne (stąd nazwa przemienny). Wartość średnia całookresowa (tzn. składowa stała) musi wynosić zero (inaczej prąd nie będzie przemiennym, lecz np. prądem okresowo zmiennym, tętniącym itp., albo zmiennym w sposób nieuporządkowany).
Największe znaczenie praktyczne mają prąd i napięcie o przebiegu sinusoidalnym. W żargonie technicznym nazwa prąd przemienny często oznacza po prostu prąd sinusoidalny. Jeśli zakłócenia lub nieliniowość powodują zdeformowanie sinusoidalnego kształtu, wówczas taki niesinusoidalny przebieg nosi nazwę przebiegu odkształconego.

## Wykorzystanie w transformatorach
Cecha sinusoidalności przebiegów przemiennych jest wykorzystana w jednej z najważniejszych maszyn elektrycznych używanych obecnie, tj. transformatorze. Napięcie przemienne zasilające transformator powoduje występowanie przemiennego prądu płynącego w uzwojeniu pierwotnym. Generuje to sinusoidalnie zmienny (przemienny) strumień magnetyczny płynący w rdzeniu transformatora. Sinusoidalny strumień magnetyczny, zgodnie z prawem Faradaya, powoduje powstanie sinusoidalnego napięcia w uzwojeniu wtórnym, które z kolei przyczynia się do sinusoidalnego prądu wyjściowego transformatora.
Składowa stała jest tutaj zjawiskiem wysoce niepożądanym, ponieważ powoduje podmagnesowanie rdzenia, co prowadzi do podwyższonych strat na przemagnesowanie oraz niesymetryczność (niesinusoidalność) dalej przetwarzanych przebiegów czasowych, chociaż sama składowa stała ulega eliminacji. W układach niskiej mocy (np. elektronicznych) składową stałą usuwa się względnie łatwo poprzez włączenie w obwód szeregowego kondensatora.

## Wykorzystanie w silnikach i prądnicach elektrycznych
W początkowych latach rozwoju elektryczności używano sieci energetycznych prądu stałego. Upowszechnienie prądu przemiennego nastąpiło z uwagi na opisaną powyżej łatwość transformacji energii elektrycznej, ale również z uwagi na możliwość stosowania względnie prostych (a co za tym idzie i tanich) układów trójfazowych. W układach takich można stosować transformatory, oraz skojarzone układy trójfazowe. Układ trójfazowy pozwala na uzyskanie wirującego pola magnetycznego. Wirujące pole magnetyczne umożliwia budowę silników prądu przemiennego w tym i silników indukcyjnych, które są znacznie tańsze, prostsze i bardziej niezawodne niż inne silniki. Jednym ze współtwórców układu trójfazowego był Michał Doliwo-Dobrowolski.

## Wykorzystanie w innych urządzeniach
Zasilanie odbiorników o charakterze rezystancyjnym prądem przemiennym nie różni się w praktyce znacznie od zasilania prądem stałym. Wynika to z faktu, że niezależnie od typu prądu zasilającego na odbiorniku rezystancyjnym wydziela się taka sama ilość energii dla prądów o takiej samej wartości skutecznej. Zjawisko to wykorzystuje się powszechnie w elementach grzejnych (np. elektryczne czajniki, grzałki kuchenki, piecyki, lutownice grzałkowe itp.)
Prąd przemienny jest także powszechnie używany do zasilania żarówek. Żarówki z żarnikiem z drucika wolframowego pobierają moc podobnie do rezystorów. Przepływający prąd powoduje wydzielanie się mocy na żarniku, który rozgrzewa się do bardzo wysokiej temperatury, co powoduje emisję światła. Stosunkowo duża bezwładność cieplna powoduje, że pomimo ciągłych zmian wartości chwilowych prądu temperatura żarnika nie zmienia się aż tak gwałtownie. Skutkuje to równomiernym świeceniem, niewielkie wahania są niezauważalne dla ludzkiego oka. W lampach fluorescencyjnych świecenie powstaje w wyniku przepływu prądu przez gaz. Ponieważ wartości chwilowe prądu zmieniają się, również i jonizacja gazu podlega podobnym zmianom. Powoduje to migotanie emitowanego światła.
W świetlówkach kompaktowych stateczniki elektroniczne zasilają świetlówkę prądem o częstotliwości od 20 kHz do 45 kHz, lecz w lampach fluorescencyjnych z elementem ograniczającym prąd w postaci dławika, zasilanych bezpośrednio z sieci energetycznej (w Polsce z częstotliwością 50 Hz) zmiany te są niezbyt szybkie (100 razy na sekundę), choć ludzkie oko ich nie rejestruje, dłuższe przebywanie lub ciągła praca przy tego typu świetle może powodować zmęczenie wzroku. Co więcej, migotanie światła może powodować efekt stroboskopowy dlatego też oświetlenie tego typu jest zabronione w pobliżu wirujących części maszyn, które mogą być niebezpieczne dla zdrowia lub życia. Na przykład miejscowe oświetlenie w obrabiarkach jest realizowane zawsze za pomocą tradycyjnych żarówek z żarnikiem.

## Przesyłanie prądu przemiennego
Prąd przemienny daje się łatwo transformować na inne poziomy natężenia prądu lub napięcia. Moc elektryczna w danym układzie jest proporcjonalna do iloczynu natężenia prądu i napięcia (jak również zależy od przesunięcia fazowego {\displaystyle \varphi } pomiędzy nimi):
{\displaystyle P=I\cdot U\cdot \cos(\varphi )}
gdzie {\displaystyle \cos(\varphi )} to współczynnik mocy.
Dlatego też, taką samą moc można przesłać zarówno przy małym napięciu – wówczas natężenie prądu jest duże, jak i przy dużym napięciu – wówczas natężenie prądu jest małe (moc nie ulega zmianie przy transformacji). Czym mniejsza wartość natężenia prądu (co za tym idzie większe napięcie), tym mniejsze straty mocy na rezystancji przewodów, w których płynie prąd. Dlatego też w systemach energetycznych do przesyłania bardzo dużych mocy na znaczne odległości stosuje się bardzo wysokie, tzw. najwyższe napięcie (w Polsce 220–400 kV), zaś na świecie aż do 1150 kV (linia elektroenergetyczna Jekybastuz-Kokczetaw, pierwotnie planowana na DC 1500 kV, operująca początkowo jako AC 1150 kV, obecnie AC 500kV). Historycznie w Polsce wykorzystywana była przy maksymalnym AC 750 kV linia elektroenergetyczna 750 kV Widełka – Chmielnicka, obecnie pracująca na AC 400 kV.

## Dodatkowe własności prądu przemiennego
W klasycznym obwodzie elektrycznym prądu stałego odbiornikiem energii jest tylko rezystancja. W obwodach prądu przemiennego rezystancja jest odpowiedzialna za rozpraszanie mocy czynnej, ale dodatkowo występują elementy, które mogą pobierać, magazynować i oddawać energię elektryczną. Dowolny odbiornik nie jest więc już charakteryzowany tylko mocą czynną rozpraszaną na rezystancji {\displaystyle R,} ale również mocą bierną pobieraną i oddawaną przez reaktancję {\displaystyle X}. Sumę geometryczną tych dwóch wartości nazywa się zawadą |{\displaystyle Z}|. Nie mylić z impedancją - zawada jest wartością rzeczywistą równą modułowi impedancji natomiast, impedancja jest wartością zespoloną charakteryzującą opór elektryczny obwodu z uwzględnieniem oporu biernego (reaktancji) zależnego od częstotliwości wymuszenia sinusoidalnego. Zawada (moduł impedancji) impedancji wypadkowej obwodu o wymuszeniu sinusoidalnym jest rzeczywistym oporem elektrycznym stawianym przez obwód.
{\displaystyle |Z|={\sqrt {R^{2}+X^{2}}}.}
Co więcej, dodatnia reaktancja cewki może zostać skompensowana ujemną reaktancją kondensatora. Dlatego też wypadkowa reaktancja wynosi: {\displaystyle X=X_{L}+X_{C}.} W krytycznym przypadku gdy {\displaystyle X_{L}=-X_{C}} następuje rezonans napięć, który może być bardzo niebezpieczny dla elementów układu. Czasami jednak jest to zjawisko pożyteczne – wykorzystywane np. w przesyle sygnałów radiowych. (W przypadku obwodu równoległego zachodzą podobne zjawiska, określane odpowiednio jako: konduktancja {\displaystyle G} (odwrotność rezystancji), susceptancja {\displaystyle B} (odwrotność reaktancji), admitancja {\displaystyle Y} (odwrotność impedancji) oraz rezonans prądów).
Przy wysokich częstotliwościach prądu przemiennego występuje zjawisko naskórkowości powodujące wzrost pozornej oporności przewodnika. Dlatego w obwodach z prądami o wysokich częstościach stosuje się przewody o jak najmniejszej grubości, izolowane i splecione razem.